# Montizón
Montizón – gmina w Hiszpanii, w prowincji Jaén, w Andaluzji, o powierzchni 211,99 km². W 2011 roku gmina liczyła 1904 mieszkańców.